# Villa Vecelli Cavriani
La Villa Vecelli Cavriani Ruffini è una villa veneta risalente alla prima metà del XVIII secolo. Essa si trova nel comune di Mozzecane, nella provincia di Verona. Il progetto fu ad opera dell'architetto veronese Adriano Cristofali.
La villa è situata a poco più di un chilometro dall'antica via Postumia e vicino all'attuale strada mantovana, unica via dell'epoca tra l'Italia e il Nord Europa.
Fautori della ricostruzione settecentesca della villa furono i Vicelli, veronesi d'adozione, forse provenienti dal vicentino o dal trevigiano, mentre i marchesi Cavriani erano tra le famiglie nobili più in vista di Mantova.
Essa è concepita come una villa veneta tradizionale: il palazzo principale, le ali, il doppio brolo sono elementi presenti qui come in molti altri edifici dell'epoca.
Fino a pochi anni fa villa Vecelli Cavriani versava in stato di abbandono. Oggi è stata restaurata ed è utilizzata per ospitare congressi, seminari, matrimoni ed eventi di ogni genere.